# 木下彌右衛門
木下彌右衛門（生年不詳－1543年2月5日）是日本戰國時代人物。豐臣秀吉的實父。

## 出身
姓氏和出身等都有多種説法，沒有定說。沒有名字的最下層貧民、木匠和鐵匠等工人集團、賣針商人、山窩游民的出身等，有著非常多的説法。

## 生平
在尾張國中村（現今名古屋市中村區）出生。織田家的足輕或雜兵（僱傭兵），但是膝部在合戰中被切斷，或者足底負傷而辭職並回到故鄉務農（根據小和田哲男所著的（中公新書），彌右衛門是蜂須賀正利（蜂須賀正勝之父）的部下）。
與仲（大政所）結婚，生下有「木綿藤吉」之稱的藤吉郎（豐臣秀吉）、智（日秀尼，丈夫是三好吉房）、小一郎（羽柴秀長）、旭（朝日姬，德川家康繼室。駿河御前）。有說法指小一郎和旭是仲與後夫竹阿彌所生（『太閤記』）。而根據前述小和田哲男所著的，負傷後歸農的彌右衛門在出家後改稱為「竹阿彌」。
天文12年（1543年）1月2日，在秀吉7歳時死去（『京都瑞龍寺過去帳』、『木下家系圖』）。死因不明。